# Portique de signalisation
 (mars 2023).
Si vous disposez d'ouvrages ou d'articles de référence ou si vous connaissez des sites web de qualité traitant du thème abordé ici, merci de compléter l'article en donnant les références utiles à sa vérifiabilité et en les liant à la section « Notes et références ».

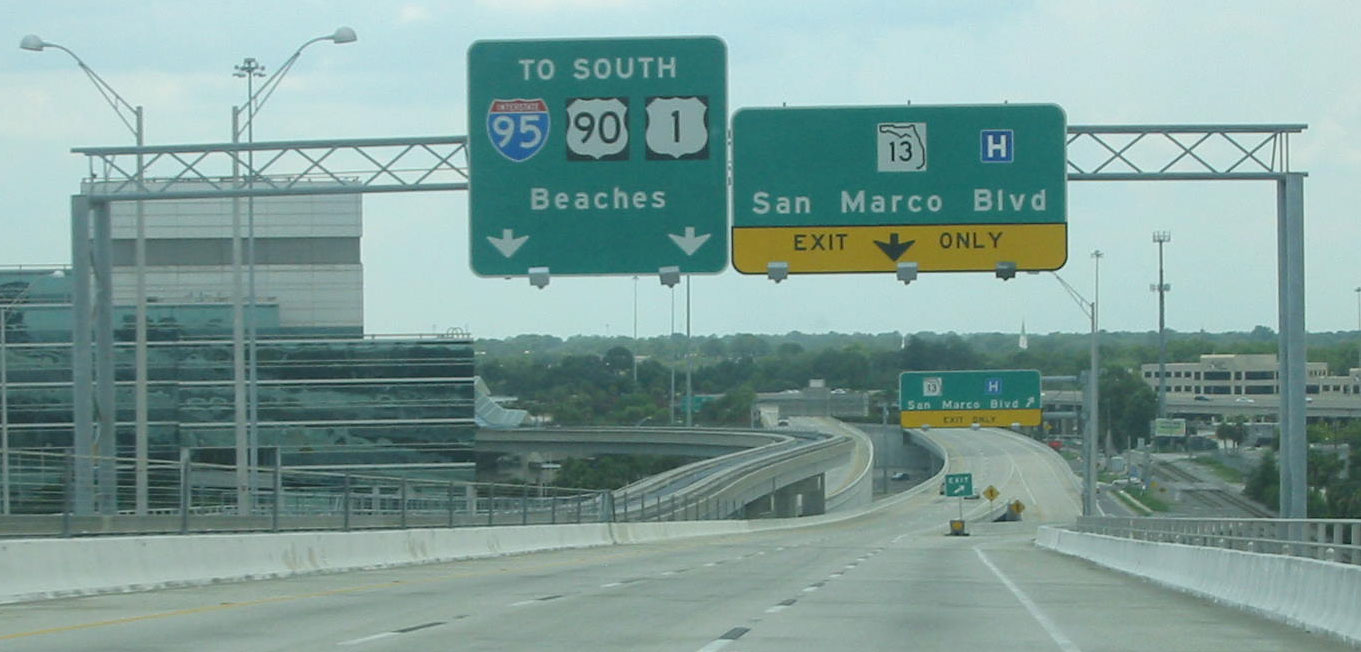
Un portique de signalisation sur une autoroute américaine.

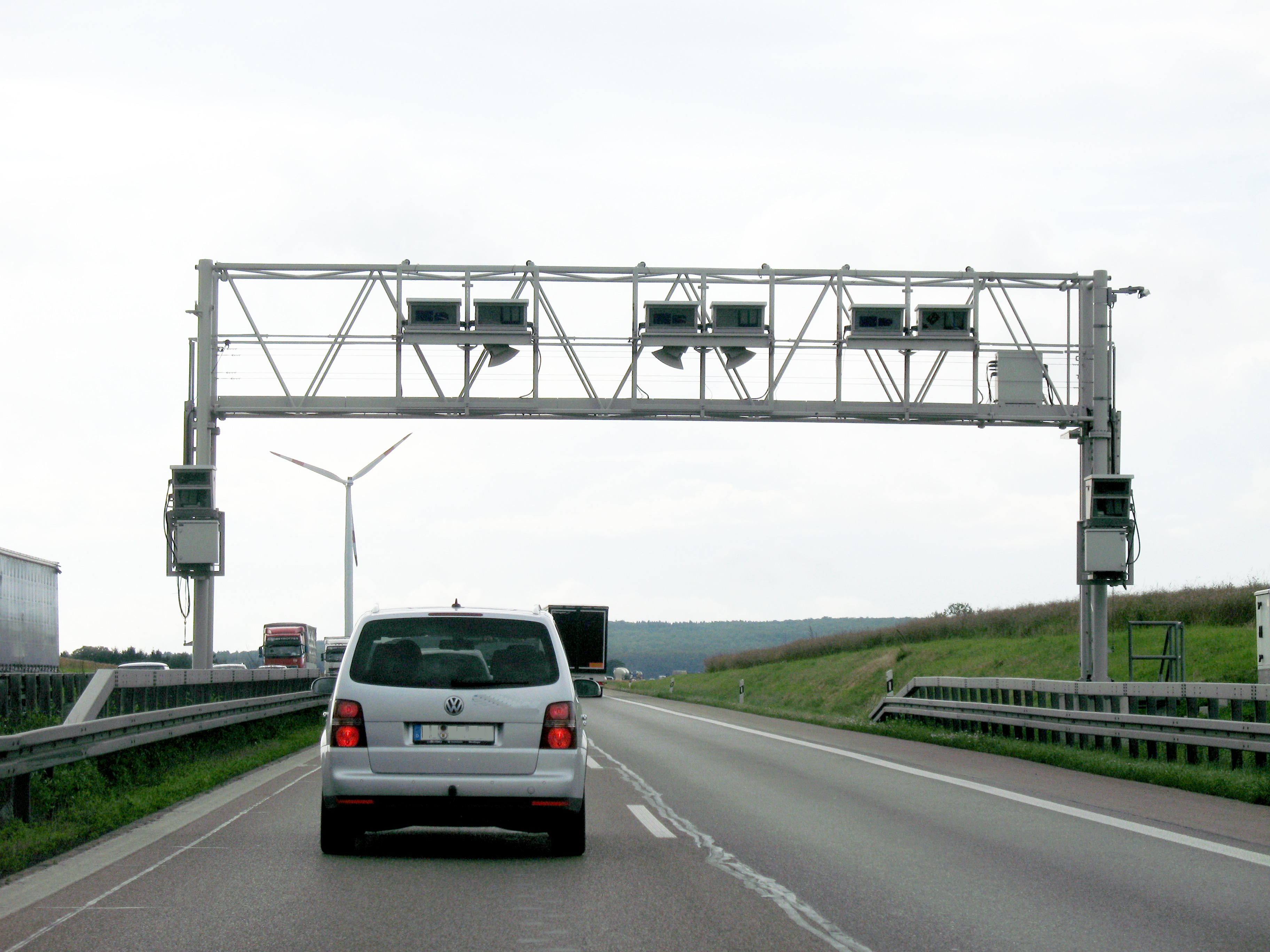
Un portique de télécollecte des péages sur une autoroute allemande.

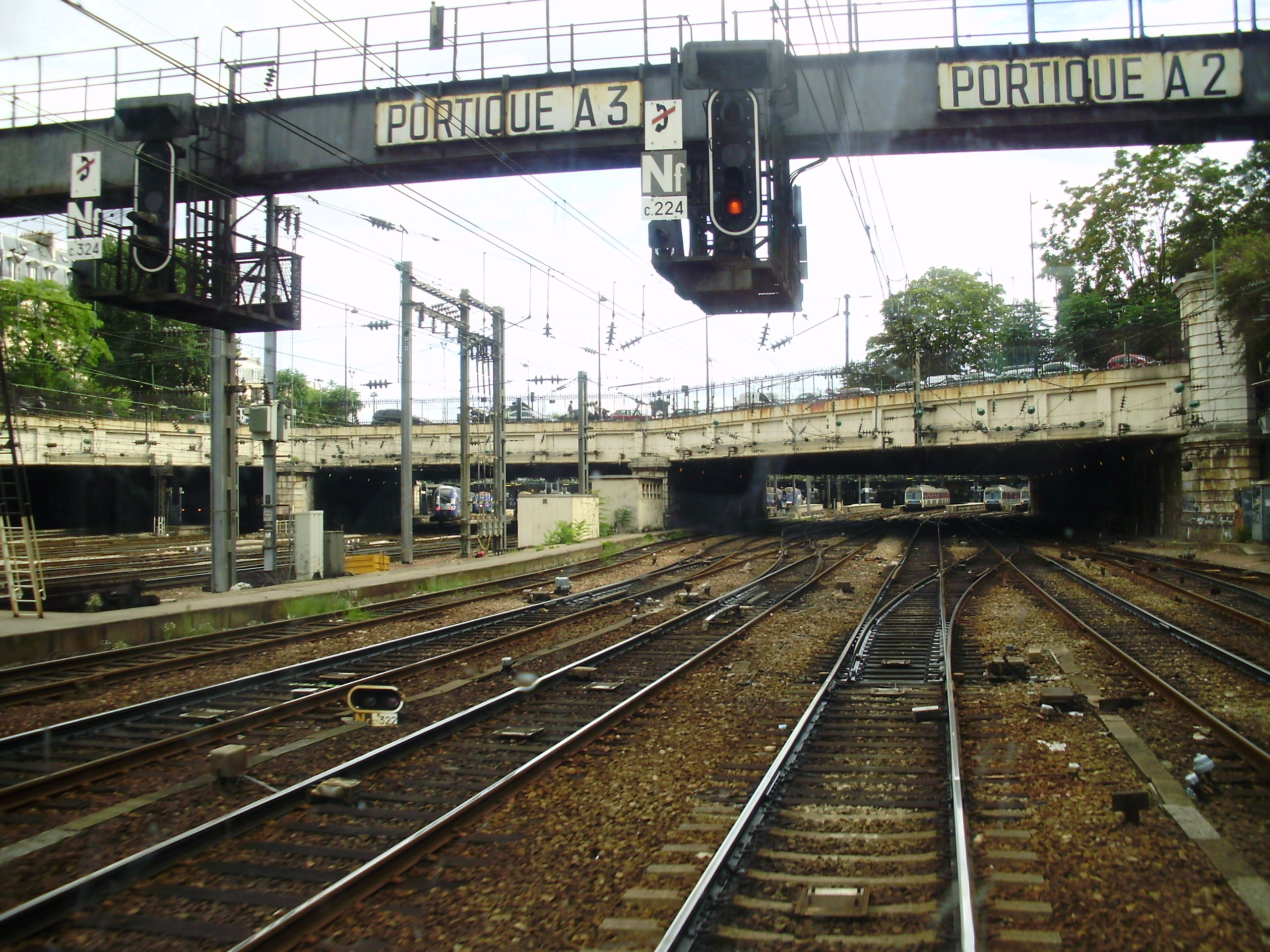
Un portique de signalisation ferroviaire en France.

Un portique de signalisation est une structure généralement métallique enjambant plusieurs voies de circulation routière, ferroviaire ou fluviale, servant de support à des panneaux de signalisation ou à des signaux.